# Anselmo Vega Artime
Anselmo Vega Artime (Luanco, 11 de febrero de 1892-La Habana, 19 de enero de 1928) fue un poeta asturiano.

## Reseña biográfica
Hace sus primeros estudios en el Instituto Cristo del Socorro de su pueblo natal. Se traslada a La Habana con tan solo 14 años, donde trabaja como empleado de comercio, pero no clumple el perfil tradicional de la mayoría de emigrantes que buscan fundamentalmente el enriquecimiento material.
Continuó su formación en el Centro Asturiano de La Habana, y mantiene una estrecha relación con la emigración procedente de su tierra, a través de su vinculación con sociedades como La Unión Gozoniega de La Habana (de la que fue secretario), con el Círculo Avilesíno de La Habana y con la Sección de Instrucción del Centro Asturiano.
Por obvias cuestiones de edad y madurez intelectual, es en Cuba donde toman forma y se desarrollan sus inquietudes literarias.
El alejamiento de la patria, la nostalgia por su tierra de origen, la belleza de la mujer o el dolor del amor, son temas característicos de su obra.
Muchas de sus composiciones se publicaron en periódicos y revistas especializadas como Apolo, Atenea, Voz Astur, El Progreso de Asturias; o en algunos suplementos de los diarios habaneros más importantes como El Diario de La Marina, El Heraldo o El Correo Español. Incluso sus colaboraciones llegan a las publicaciones de su tierra natal, como es el caso de la única poesía en lengua asturiana "El perru na quintana", publicada en el número 1 de La Crónica de Gozón en 1925. Incluso después de su fallecimiento continuaron apareciendo contribuciones suyas en "El álbum de las fiestas de Luanco" (del editor local Manuel G.Mori) entre 1934 y 1956.
En 1917 asume las costas de la publicación de su primer poemario Peregrinación, dedicado a sus padres ; un segundo poemario, Horario (1921) es considerado por la crítica como la obra de un autor consolidado de filiación modernista; y el último en 1924, Cómo el cáliz de una rosa.
En 1926 regresa de visita a Luanco con su esposa, teniendo ya un reconocimiento consolidado en el mundo literario, pero sabiendo que este habría de ser su último viaje. Durante su visita recibe multitud de reconocimientos y agasajos, con un homenaje central en el restaurante Las Delicias, acompañado por toda su familia y las autoridades. No obstante, quedaba implícito que el poeta Anselmin (como se le conocía en Luanco) se depedía de su tierra y de su familia. El 19 de enero de 1928 fallecía en el Sanatorio Covadonga (La Habana), víctima de la tuberculosis que padecía.

## Obra poética
- Peregrinación (1917)
- Horario (1921)
- Cómo el cáliz de una rosa (1924)